# Lwówek (osada w województwie wielkopolskim)
Lwówek – osada w Polsce położona w województwie wielkopolskim, w powiecie nowotomyskim, w gminie Lwówek.